# ليرة إيطالية
الليرة (بالإيطالية: Lira) كانت عملة إيطاليا بين عامي 1861 و2002، بين عامي 1999 و2002 كانت الليرة «عملة وطنية مساندة» إلى جانب اليورو، وبالرغم من هذا ظل في تلك الفترة استعمال الليرة هو الأكثر استخداما بسبب عدم توفر عملات معدنية متنوعة من اليورو.
وبالإضافة إلى استخدامها في إيطاليا فقد كانت تستخدم كذلك في كل من جمهورية سان مارينو والفاتيكان وليبيا، إلا أنها لم تكن العملة الرسمية في كومونة كامبيوني دي إيتاليا في الشمال الإيطالي.
الليرة كانت كذلك العملة الوطنية ابان فترة المملكة الإيطالية "Regno d'Italia"
لم تكن العملات الورقية الإيطالية (البنكنوت) شائعة الاستخدام بسبب الأعداد الكبيرة من الأصفار، وكانت محاولات «تعديلها» غير ناجحة لأسباب سياسية، حتى تقديم اليورو والذي كان له الأثر في الحد من تأثير الأصفار الكثيرة في الليرة.
ينشأ المصطلح من قيمة وزن الجنيه (باللاتينية: libra) من الفضة عالية النقاء، وبالتالي فهي مرتبطة ارتباطًا مباشرًا بالجنيه الإسترليني البريطاني (المشار إليه في الإيطالية باسم "lira sterlina" أو ببساطة "sterlina") من silabar الجرماني؛ في بعض البلدان، مثل قبرص ومالطا، تم استخدام الكلمتين الليرة والجنيه كمعادلات، قبل اعتماد اليورو في عام 2008 في البلدين. كان الحرف "L"، أحيانًا في شكل نصي مزدوج ("₤")، هو الرمز الأكثر استخدامًا. حتى الحرب العالمية الثانية، تم تقسيمها إلى 100 centesimi (المفرد: centesimo)، والتي تترجم إلى «جزء من المئات» أو «سنت».
تم إنشاء الليرة عند 4.5 جرام من الفضة أو 290.322 ملليجرام ذهب. كان هذا استمرارًا مباشرًا لليرة سردينيا والفرنك الفرنسي. العملات الأخرى التي حلت محلها الليرة الإيطالية شملت جنيه لومباردي فينيسيا، واثنان صقلية بياسترا، وتوسكان فيورينو، وسكودو الدولة البابوية وبارمان ليرة. في عام 1865، شكلت إيطاليا جزءًا من الاتحاد النقدي اللاتيني حيث تم تحديد الليرة على أنها مساوية للفرنكات الفرنسية والبلجيكية والسويسرية من بين أمور أخرى: في الواقع، في العديد من لغات غالو الإيطالية في شمال غرب إيطاليا، كانت الليرة صريح يسمى «فرنك». من الواضح أن هذه الممارسة انتهت بإدخال اليورو في عام 2002.
كسرت الحرب العالمية الأولى الاتحاد النقدي اللاتيني وأدت إلى ارتفاع الأسعار عدة مرات في إيطاليا. تم كبح التضخم إلى حد ما من قبل موسوليني، الذي أعلن في 18 أغسطس 1926 أن سعر الصرف بين الليرة والجنيه الإسترليني سيكون 1 جنيه إسترليني = 90 ين — ما يسمى بالحصص 90، على الرغم من أن سعر الصرف المجاني كان أقرب إلى 140-150 ليرة للرطل، مما تسبب في انكماش مؤقت ومشاكل واسعة النطاق في الاقتصاد الحقيقي. في عام 1927، تم ربط الليرة بالدولار الأمريكي بسعر 1 دولار = 19 ليرة. استمر هذا المعدل حتى عام 1934، حيث تم تحديد سعر «سائح» منفصل قدره 1 دولار أمريكي = 24.89 ليرة في عام 1936. في عام 1939، كان السعر «الرسمي» 19.8 ليرة.
بعد غزو الحلفاء لإيطاليا، تم تحديد سعر الصرف عند 1 دولار أمريكي = 120 ليرة (1 جنيه بريطاني = 480 ليرة) في يونيو 1943، وتم تخفيضه إلى 100 ليرة في الشهر التالي. في المناطق الألمانية المحتلة، تم تحديد سعر الصرف عند 1 مارك ألماني = 10 ليرات. بعد الحرب، تذبذبت قيمة الليرة، قبل أن تحدد إيطاليا ربطًا بقيمة 1 دولار أمريكي = 575 ليرة داخل نظام بريتون وودز في نوفمبر 1947. بعد تخفيض قيمة الجنيه، انخفضت قيمة إيطاليا إلى 1 دولار أمريكي = 625 ليرة في 21 سبتمبر 1949. تم الحفاظ على هذا المعدل حتى نهاية نظام بريتون وودز في أوائل السبعينيات. تبع ذلك عدة فترات من التضخم المرتفع حتى تم استبدال الليرة باليورو.
كانت الليرة هي الوحدة الرسمية للعملة في إيطاليا حتى 1 يناير 1999، عندما تم استبدالها باليورو (لم يتم إدخال عملات اليورو المعدنية والأوراق النقدية حتى عام 2002). توقفت العملة المقومة بالليرة القديمة لتكون مناقصة قانونية في 28 فبراير 2002. سعر التحويل 1936.27 ليرة لليورو.
تم استبدال جميع الأوراق النقدية بالليرة المستخدمة مباشرة قبل إدخال اليورو، وجميع العملات المعدنية بعد الحرب العالمية الثانية، من قبل بنك إيطاليا حتى 6 ديسمبر 2011 في الأصل، تعهد البنك المركزي الإيطالي باسترداد العملات المعدنية والأوراق النقدية الإيطالية حتى 29 فبراير 2012، ولكن تم تقديم ذلك إلى 6 ديسمبر 2011.

## إعادة الترشيح
| 1 ليرة أيطالية 1863   | 1 ليرة أيطالية 1863    |
| --------------------- | ---------------------- |
|                       |                        |
| فيكتور عمانويل الثاني | شعار النبالة بيت سافوي |

على الرغم من أن عروض الأسعار الإيطالية وحساباتها أصبحت غير عملية بسبب العدد الكبير من الأصفار، إلا أن الجهود لم تنجح لأسباب سياسية حتى إدخال اليورو الذي كان له تأثير في إزالة الأصفار المفرطة.

### عملات نابليون
أصدرت مملكة إيطاليا النابليونية عملات معدنية بين عامي 1807 و 1813 بفئات 1 و 3 سنتيسيمي و 1 سولدو (جمع سوندي) من النحاس، و 10 سنتيسيمي في سبائك الفضة بنسبة 20٪، و 5، و 10، و 15 من المال، و 1، و 2، و 5 ليرات في 90٪ فضة و 20 و 40 ليرة 90٪ ذهب. حمل الجميع باستثناء 10 centesimi صورة لنابليون، مع الطوائف التي تقل عن 1 ليرة تظهر أيضًا تاجًا مشعًا والطوائف الأعلى، وهو درع يمثل مختلف المناطق المكونة للمملكة.

### مملكة إيطاليا 1861-1946

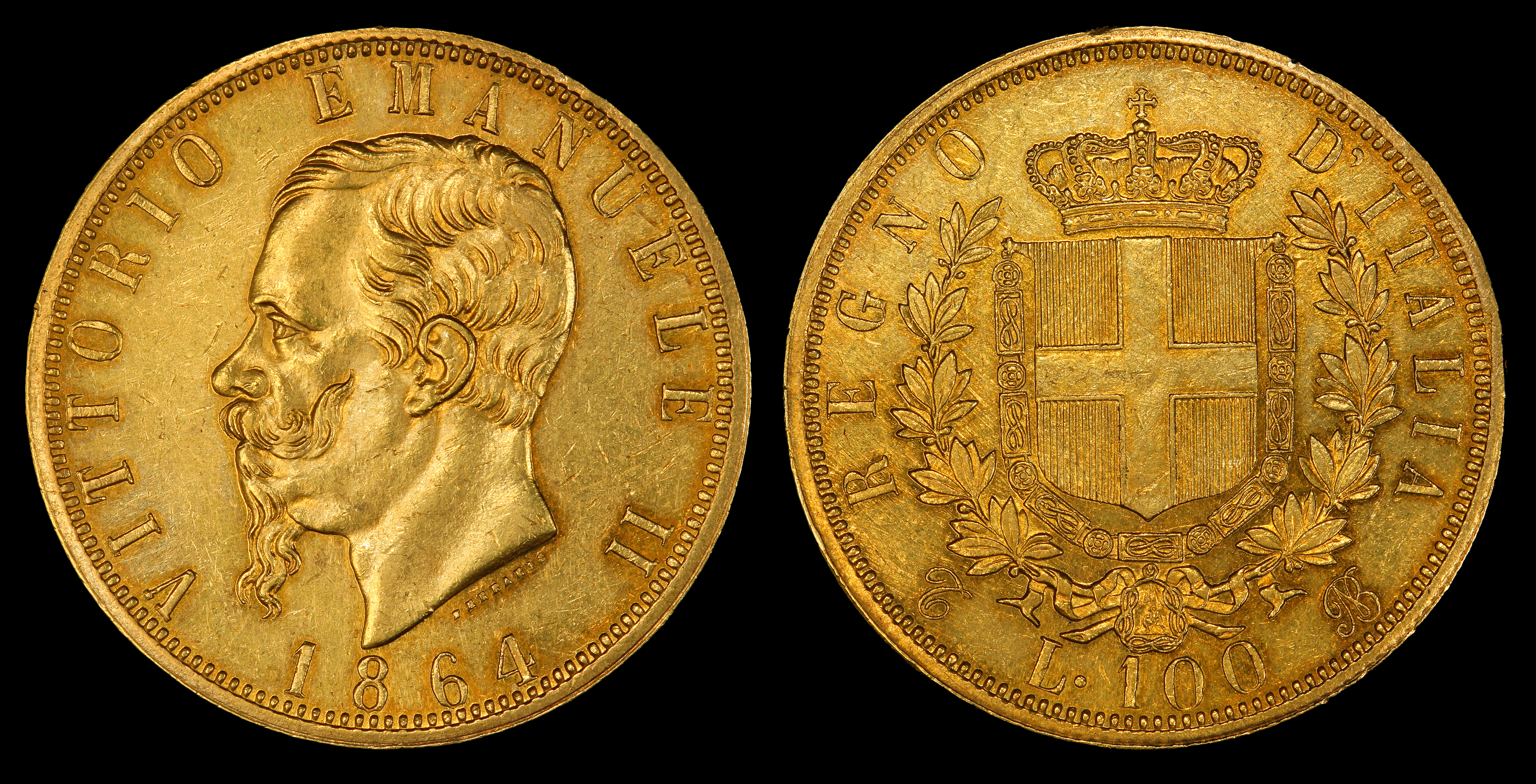
عملة 1864 100 ليرة تصور فيكتور عمانويل الثاني ملك إيطاليا

في عام 1861، تم سك العملات المعدنية في فلورنسا وميلانو ونابولي وتورينو بفئات 1 و 2 و 5 و 10 و 50 سنتسيمي، و 1 ليرة، و 2، و 5، و 10، و 20 ليرة، مع أدنى أربعة ليرة من النحاس، وأعلى اثنين بالذهب والباقي من الفضة. في عام 1863، تم تخفيض أسعار العملات الفضية التي تقل عن 5 ليرات من 90٪ إلى 83.5٪ وتم تقديم عملات فضية من فئة 20 سنتسيمي. تحول سك العملة إلى روما في سبعينيات القرن التاسع عشر.
بصرف النظر عن إدخال العملات المعدنية من النيكل النحاسي (لاحقًا النيكل) في عام 1894 وقطع النيكل التي يبلغ وزنها 25 سنتيسيمي في عام 1902، ظلت العملة المعدنية بشكل أساسي دون تغيير حتى الحرب العالمية الأولى.
في عام 1919، مع انخفاض القوة الشرائية لليرة إلى خمس ما كانت عليه في عام 1914، توقف إنتاج جميع أنواع العملات السابقة باستثناء النيكل 20 centesimi، وأصغر، النحاس 5 و 10 centesimi والعملات النيكل 50 centesimi تم إدخالها، تليها قطع النيكل 1 و 2 ليرة في 1922 و 1923 على التوالي. في عام 1926، تم تقديم عملات فضية من فئة 5 و 10 ليرات، متساوية في الحجم والتكوين مع العملات المعدنية السابقة من 1 و 2 ليرة. تم إضافة عملات فضية من فئة 20 ليرة في عام 1927.
في عام 1936، تم إصدار آخر إصدار كبير من العملات الفضية، بينما في عام 1939، أدت التحركات لتقليل تكلفة العملة إلى استبدال النحاس برونز الألومنيوم والنيكل بالفولاذ المقاوم للصدأ. توقفت جميع إصدارات العملات في عام 1943.
في عام 1943، تم إصدار AM-lira، المتداولة في إيطاليا بعد هبوطها في صقلية في الليلة بين 9 و 10 يوليو 1943. بعد عام 1946، توقفت AM-lira عن أن تكون عملة التوظيف وتم استخدامها مع الأوراق النقدية العادية، حتى 3 يونيو 1950.
بين عامي 1947 و 1954، استخدمت المنطقة «ب» من إقليم ترييستي الحرة ليرة تريستين.

### الجمهورية الإيطالية 1946-2002
| 100 ليرة (الفاو) | 100 ليرة (الفاو)                                                                  |
| --- | --------------------------------------------------------------------------------- |
| |                                                                                   |
| عجول البقر التي ترضع ، القيمة الاسمية والتاريخ. الفاو في الأسفل و "إطعام العالم" (بالإنجليزية: "إطعام العالم") في الأعلى | الوجه": امرأة شابة ذات جديلة تواجه اليسار و Repubblica Italiana (جمهورية إيطاليا) |

| 200 ليرة إيطالية (منتسوري) | 200 ليرة إيطالية (منتسوري) |
| -------------------------- | -------------------------- |
|                            |                            |
| ماريا مونتيسوري            | احتفال الفاو               |

في عام 1946، تم استئناف إنتاج العملات المعدنية، على الرغم من أنه في عام 1948 فقط، مع انخفاض القوة الشرائية لليرة إلى 2 ٪ من عام 1939، تجاوزت الأرقام المسكوكة المليون. بادئ ذي بدء، تم إصدار أربع فئات من الألومنيوم، و 1، و 2، و 5، و 10 ليرات: كانت هذه العملات المعدنية متداولة مع AM-lire وبعض العملات المعدنية القديمة التي تم تخفيض قيمتها للمملكة الإيطالية. في عام 1951، قررت الحكومة استبدال جميع العملات المعدنية والفواتير المتداولة بألومنيوم جديد أصغر حجمًا 1 و 2 و 5 و 10 ليرات (على الرغم من عدم سك العملة المعدنية 2 ليرة في 1951 أو 1952) وفي 1954-1955، Acmonital (الفولاذ المقاوم للصدأ) تم تقديم عملات معدنية من فئة 50 و 100 ليرة، تليها الألومنيوم والبرونز 20 ليرة في عام 1957 و 500 ليرة فضية في عام 1958. أدت الزيادات في أسعار السبائك الفضية إلى إنتاج عملات 500 ليرة بأعداد صغيرة لهواة الجمع بعد عام 1967. ظهرت أيضًا 500 ليرة (ولاحقًا الألف ليرة) في عدد من إصدارات العملات التذكارية، مثل الذكرى المئوية لتوحيد إيطاليا في عام 1961. بين عامي 1967 و 1982، تم إصدار نوعين من «النقود الورقية» بقيمة 500 ليرة. لم يتم إصدارها من قبل "Banca d'Italia"، ولكن مباشرة من قبل الحكومة التي تحمل عنوان "Repubblica Italiana".
في عام 1977، تم تقديم عملات معدنية من الألمنيوم والبرونز 200 ليرة، تلتها في عام 1982 بعملة ثنائية المعدن 500 ليرة. كانت هذه أول عملة معدنية ثنائية المعدن يتم إنتاجها للتداول، وتم سكها باستخدام نظام مسجل ببراءة اختراع من قبل IPZS . كما كانت أول من أظهر القيمة بطريقة برايل 
توقف إنتاج العملات المعدنية من فئة 1 و 2 ليرة للتداول في عام 1959 ؛ تمت إعادة تشغيل عملهم من عام 1982 إلى عام 2001 لمجموعات العملات المعدنية لهواة الجمع. انخفض إنتاج العملة المعدنية فئة 5 ليرات بشكل كبير في أواخر السبعينيات وتوقف عن التداول في عام 1998. وبالمثل، كان إنتاج العملات المعدنية فئة 10 و 20 ليرة محدودًا في عام 1991. تم تخفيض أحجام العملات المعدنية من فئة 50 و 100 ليرة في عام 1990، ولكن بعد ذلك أعيد تصميمها بالكامل عام 1993. تم تقديم عملة معدنية ثنائية المعدن بقيمة 1000 ليرة في عام 1997 وتوقفت في عام 1998 مع إدخال اليورو.
القطع النقدية لا تزال سكت للتداول في وقت التحول إلى اليورو (في عامي 2000 و 2001 ليرة فقط لتم سكها مجموعات جامعي القطع النقدية) هم:
- 1 ليرة (0.05 سنت لهواة الجمع فقط)
- 2 ليرة (0.10 سنت، فقط لهواة الجمع)
- 5 ليرات (0.26 سنت فقط لهواة الجمع)
- 10 ليرات (0.52 سنت فقط لهواة الجمع)
- 20 ليرة (1.03 سنت لهواة الجمع فقط)
- 50 ليرة (2.58 سنت)
- 100 ليرة (5.16 سنت)
- 200 ليرة (10.33 سنت)
- 500 ليرة (25.82 سنت)
- 1000 ليرة (51.65 سنت)

## العملات الورقية
في عام 1882، بدأت الحكومة في إصدار عملات ورقية منخفضة التصنيف تحمل عنوان "Biglietto di Stato" (أي «تذكرة الدولة»). بادئ ذي بدء، كانت هناك أوراق نقدية من فئة 5 و 10 ليرات، تمت إضافة أوراق نقدية من فئة 25 ليرة إليها أحيانًا من عام 1895. كما أصدرت الحكومة مذكرات بعنوان «بونو دي كاسا» بين عامي 1893 و 1922 بفئتي 1 و 2 ليرة. توقف إنتاج Biglietti di Stato في عام 1925 ولكنه استؤنف في عام 1935 مع تقديم ملاحظات بقيمة 1 و 2 و 5 و 10 ليرة بحلول عام 1939.
بدأ بنك إيطاليا في إنتاج العملات الورقية في عام 1896. بادئ ذي بدء، تم إصدار أوراق نقدية من فئة 50 و 100 و 500 و 1000 ليرة. في 1918-1919، تم إصدار أوراق نقدية من فئة 25 ليرة ولكن لم يتم إدخال فئات أخرى إلا بعد الحرب العالمية الثانية.
في عام 1943، قدم الحلفاء الغزاة أوراق نقدية من فئات 1 و 2 و 5 و 10 و 50 و 100 و 500 و 1000 ليرة. تبع ذلك في عام 1944 سلسلة من Biglietti di Stato مقابل 1 و 2 و 5 و 10 ليرات، والتي تم تداولها حتى حلت محلها العملات المعدنية في أواخر الأربعينيات. في عام 1945، قدم بنك إيطاليا ورقة نقدية فئة 5000 و 10000 ليرة.في عام 1951، أصدرت الحكومة مرة أخرى مذكرات تحمل عنوان "Repubblica Italiana". كانت الطوائف من 50 و 100 ليرة (لتحل محل أوراق بنك إيطاليا) وتم تداولها حتى تم تقديم عملات معدنية من هذه الفئات في منتصف الخمسينيات. في عام 1966، تم تقديم أوراق نقدية فئة 500 ليرة (لتحل محل أوراق بنك إيطاليا مرة أخرى) والتي تم إنتاجها حتى استبدالها في عام 1982 بعملة معدنية.
قدم بنك إيطاليا الأوراق النقدية من فئة خمسين ألفًا و 100000 ليرة في عام 1967، تليها أوراق نقدية بقيمة 2000 ليرة في عام 1973، و 20000 ليرة في عام 1975 و 500000 ليرة في عام 1997
في منتصف السبعينيات، عندما كان هناك نقص في المعروض من العملات المعدنية، قامت البنوك الإيطالية بطباعة "miniassegni" بمبالغ 50 و 100 ليرة. الشيكات لحاملها من الناحية الفنية، تم طباعتها في شكل أوراق نقدية وتم قبولها عمومًا كعملة قانونية بديلة.
الملاحظات المتداولة عند تقديم اليورو كانت:
- 1.000 ليرة، ماريا مونتيسوري (0.516 يورو)
- 2.000 ليرة، غولييلمو ماركوني (1.03 يورو)
- 5.000 ليرة، فينتشنزو بيليني (2.58 يورو)
- 10.000 ليرة، أليساندرو فولتا (5.16 يورو)
- 20000 ليرة، تيزيانو فيسيليو (10.32 يورو) [8]
- 50.000 ليرة، جيان لورينزو بيرنيني (25.82 يورو)
- 100.000 ليرة، كارافاجيو (51.65 يورو)
- 500.000 ليرة، Raffaello (258.23 يورو)

| عملات ورقية الليرة الإيطالية (إصدارات 1990-1997) | عملات ورقية الليرة الإيطالية (إصدارات 1990-1997) | عملات ورقية الليرة الإيطالية (إصدارات 1990-1997) | عملات ورقية الليرة الإيطالية (إصدارات 1990-1997) | عملات ورقية الليرة الإيطالية (إصدارات 1990-1997) | عملات ورقية الليرة الإيطالية (إصدارات 1990-1997)                   | عملات ورقية الليرة الإيطالية (إصدارات 1990-1997)                                    | عملات ورقية الليرة الإيطالية (إصدارات 1990-1997) |
| صورة                                             | القيمة                                           | البعد                                            | ما يعادله باليورو (€)                            | اللون الأساسي                                    | وجه العملة                                                         | يعكس                                                                                | علامة مائية                                      |
| ------------------------------------------------ | ------------------------------------------------ | ------------------------------------------------ | ------------------------------------------------ | ------------------------------------------------ | ------------------------------------------------------------------ | ----------------------------------------------------------------------------------- | ------------------------------------------------ |
|                                                  | 1000 ليرة                                        | 112 × 62 ملم                                     | 0.516 يورو                                       | أحمر بنفسجي                                      | ماريا مونتيسوري                                                    | تعليم مونتيسوري                                                                     | ماريا مونتيسوري                                  |
|                                                  | 2000 ليرة                                        | 135 × 65 ملم                                     | 1.03 يورو                                        | بني غامق                                         | ماركوني                                                            | يخت ماركوني "إليترا"؛ أبراج الراديو في محطة ماركوني Glace Bay في نوفا سكوشا؛ تلغراف | ماركوني                                          |
|                                                  | 5000 ليرة                                        | 126 × 70 ملم                                     | 2.58 يورو                                        | زيتون أخضر وأزرق                                 | فينسينزو بيليني الجزء الداخلي من تياترو ماسيمو بيليني (كاتانيا)    | مشهد من أوبرا بيليني "نورما"؛ رمزية "كلمات"                                         | فينسينزو بيليني                                  |
|                                                  | 10000 ليرة                                       | 133 × 70 ملم                                     | 5.16 يورو                                        | أزرق غامق                                        | أليساندرو فولتا Electrophor ("عمود Volta"، بطارية كلفانية)         | متحف " Tempio Voltiano " في كومو                                                    | أليساندرو فولتا                                  |
|                                                  | 50000 ليرة                                       | 150 × 70 ملم                                     | 25.82 يورو                                       | أحمر بنفسجي أو بنفسجي وأخضر باهت                 | جيان لورينزو بيرنيني نافورة تريتون في روما                         | تمثال الفروسية (بواسطة برنيني)، داخل كاتدرائية القديس بطرس (مدينة الفاتيكان)        | جيان لورينزو بيرنيني                             |
|                                                  | 100000 ليرة                                      | 156 × 80 ملم                                     | 51.65 يورو                                       | بني غامق وبني محمر وأخضر شاحب                    | كارافاجيو (مايكل أنجلو ميريسي)، زوجان من لوحة كارافاجيو " العراف " | سلة فواكه في الخلفية                                                                | كارافاجيو (مايكل أنجلو ميريسي)                   |
|                                                  | 500000 ليرة                                      | 163 × 78 ملم                                     | 258.23 يورو                                      | الأرجواني الداكن والأزرق الداكن والأخضر الفاتح   | رافايللو. انتصار غلاطية                                            | مدرسة أثينا                                                                         | رافائيل                                          |

### معرض

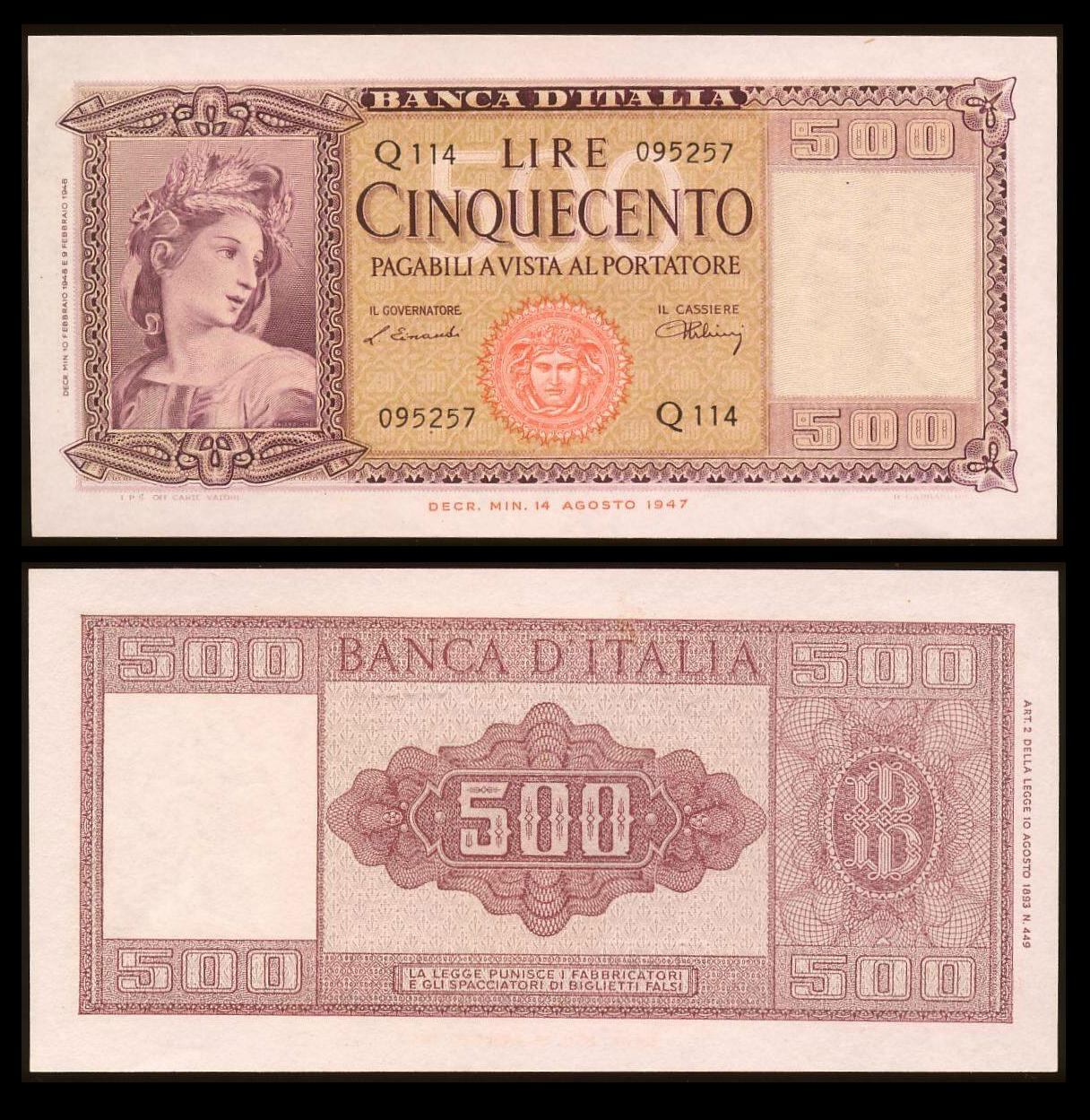
500 ليرة - الوجه والعكس - طبع عام 1947
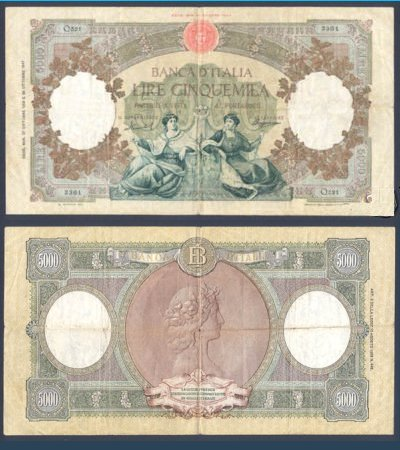
5000 ليرة - وجه وعكس - طُبع عام 1947
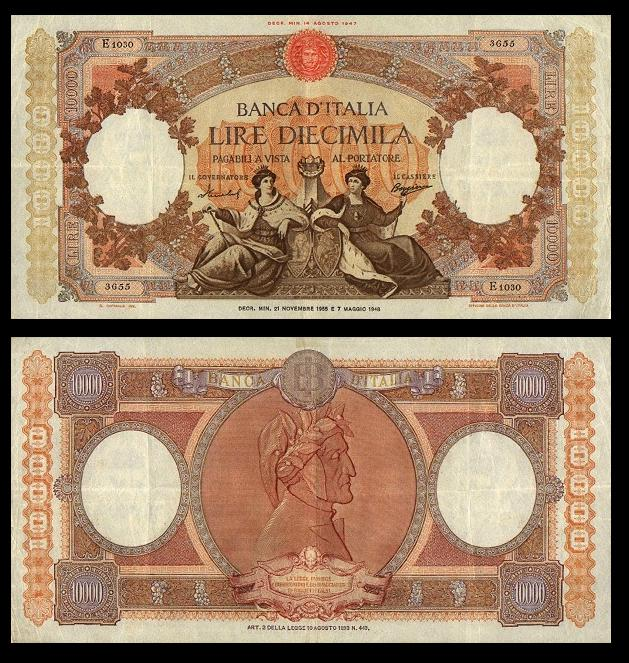
10000 ليرة - الوجه والعكس - طبع عام 1948

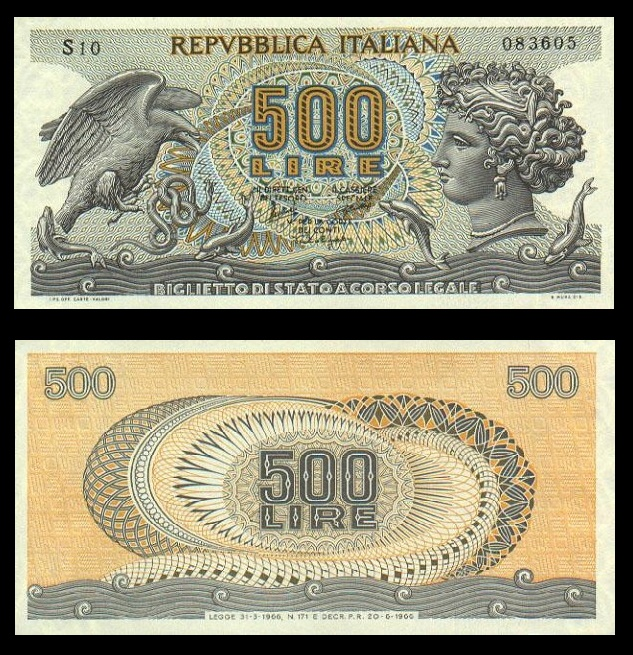
500 ليرة - الوجه والعكس - طبع عام 1966
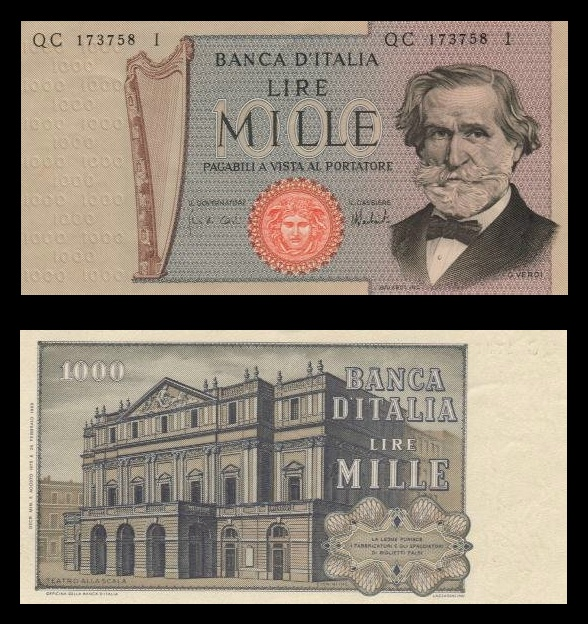
1000 ليرة - وجه وعكس - طبع عام 1969
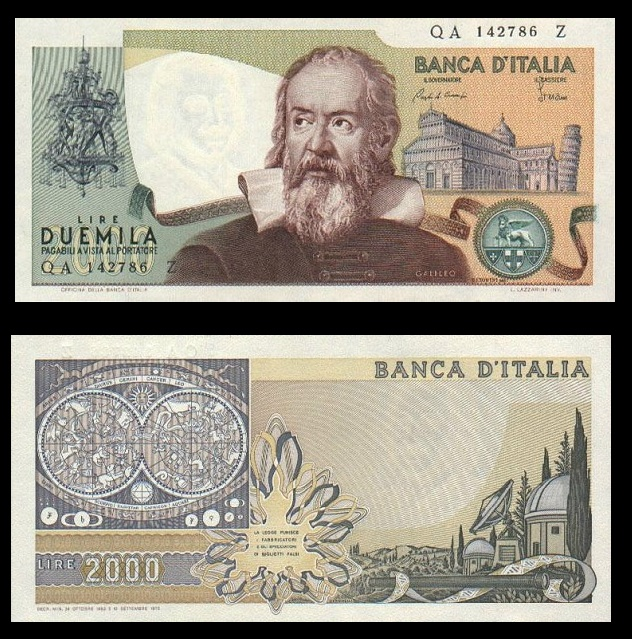
2000 ليرة - وجه وعكس - طبع عام 1973
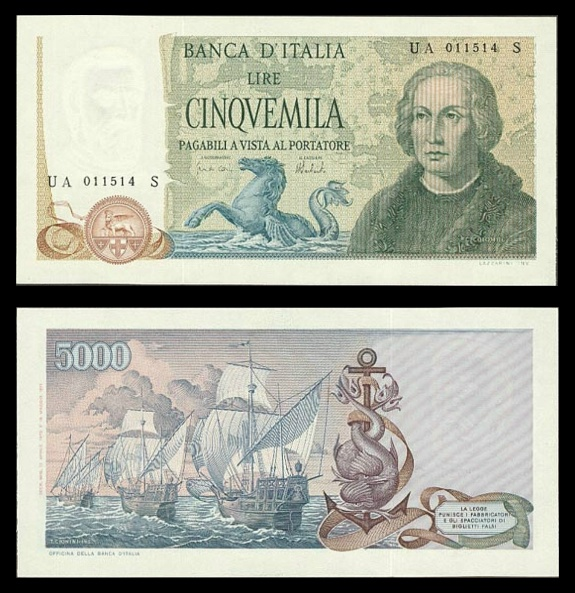
5000 ليرة - الوجه والعكس - 1971 (1964)
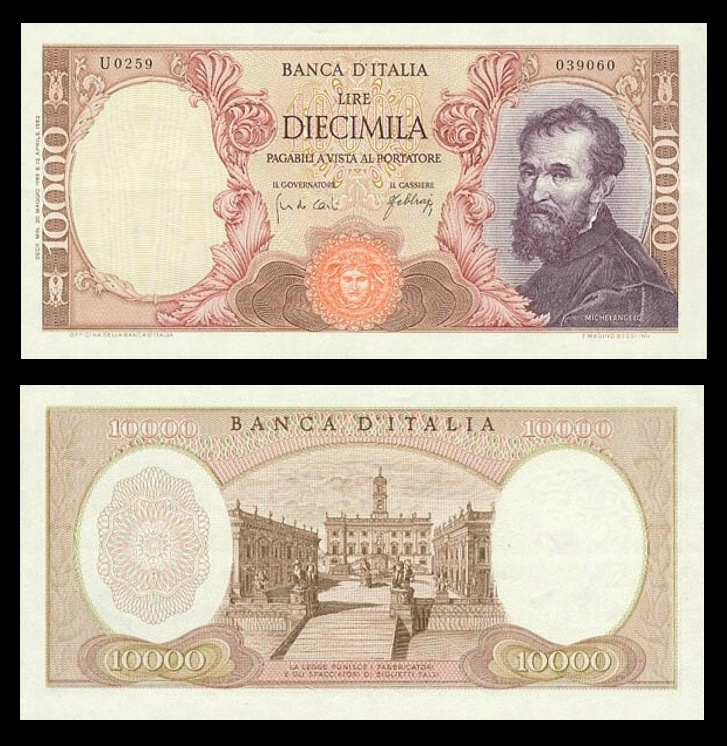
10000 ليرة - الوجه والعكس - طبع عام 1962
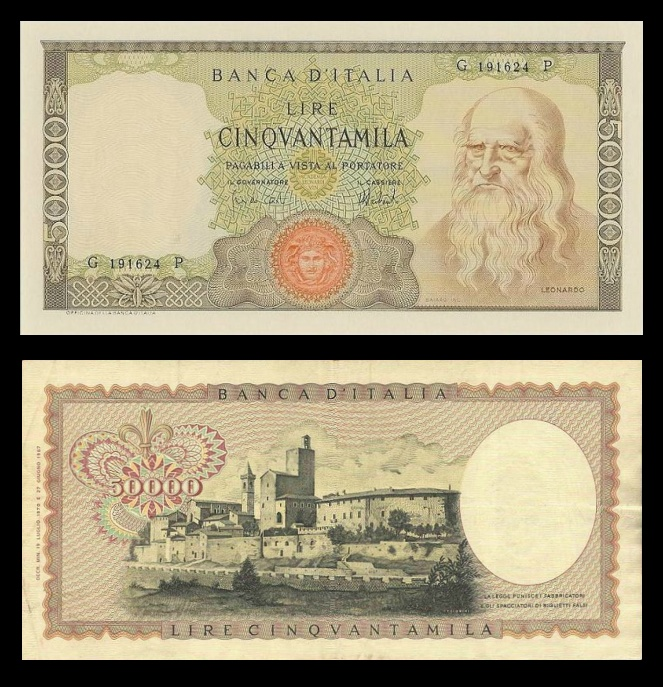
50000 ليرة - الوجه والعكس - طبع عام 1967
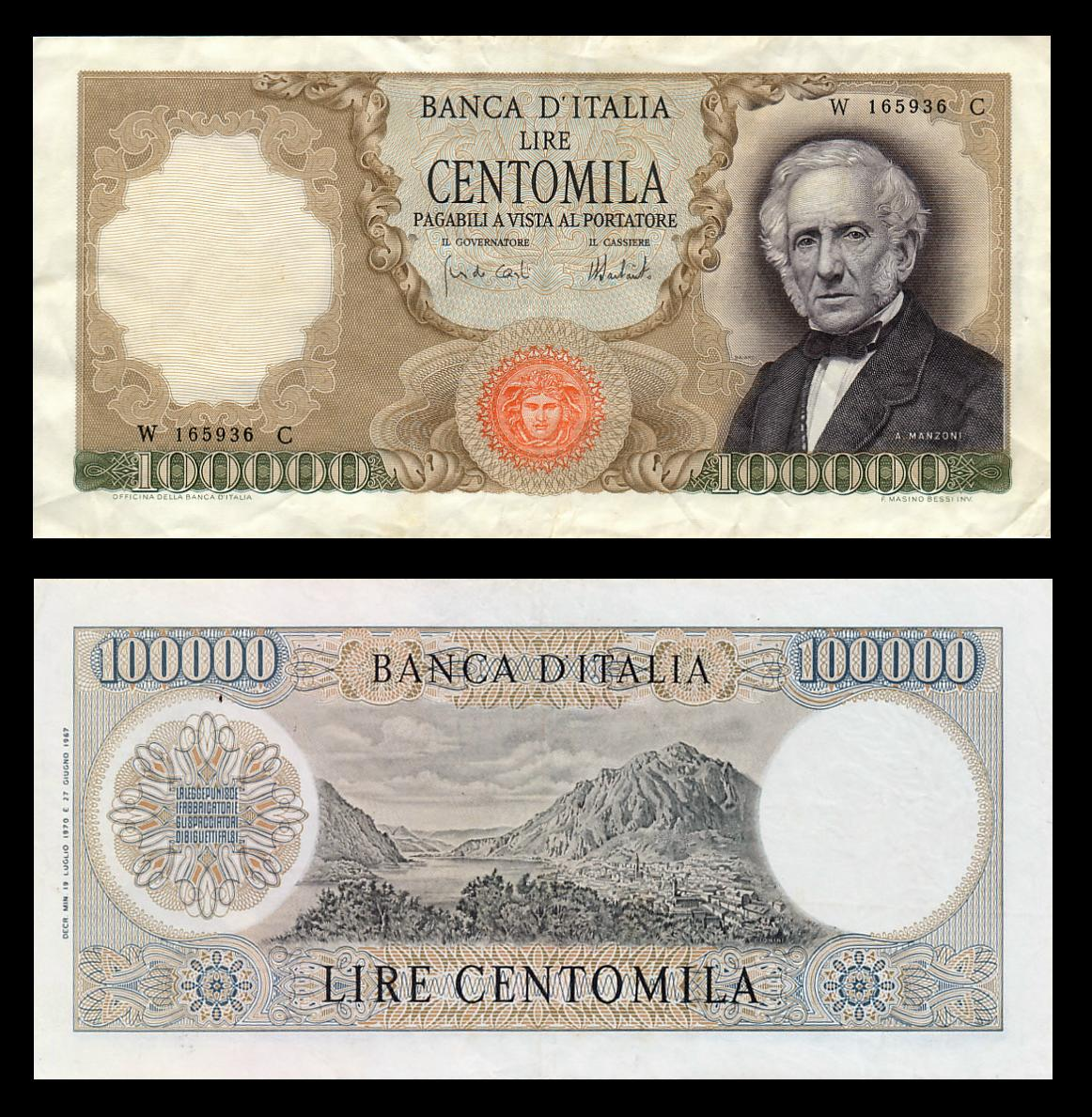
100000 ليرة - الوجه والعكس - طبع عام 1967

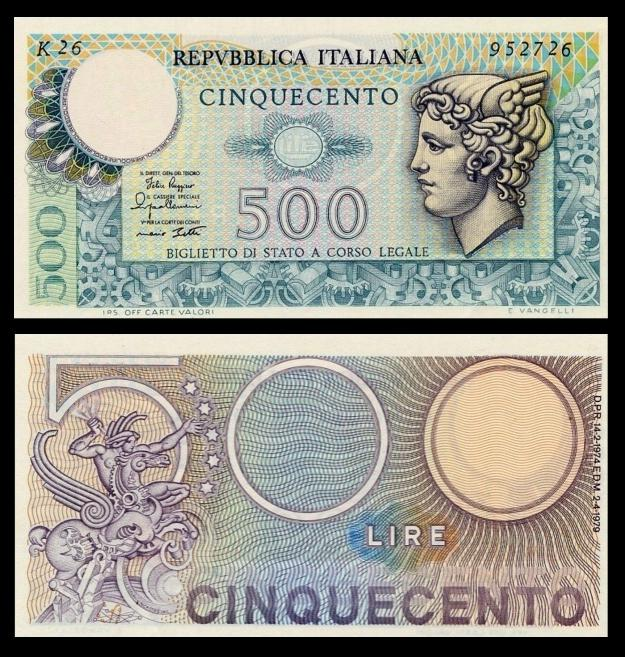
500 ليرة - الوجه والعكس - طبع عام 1974
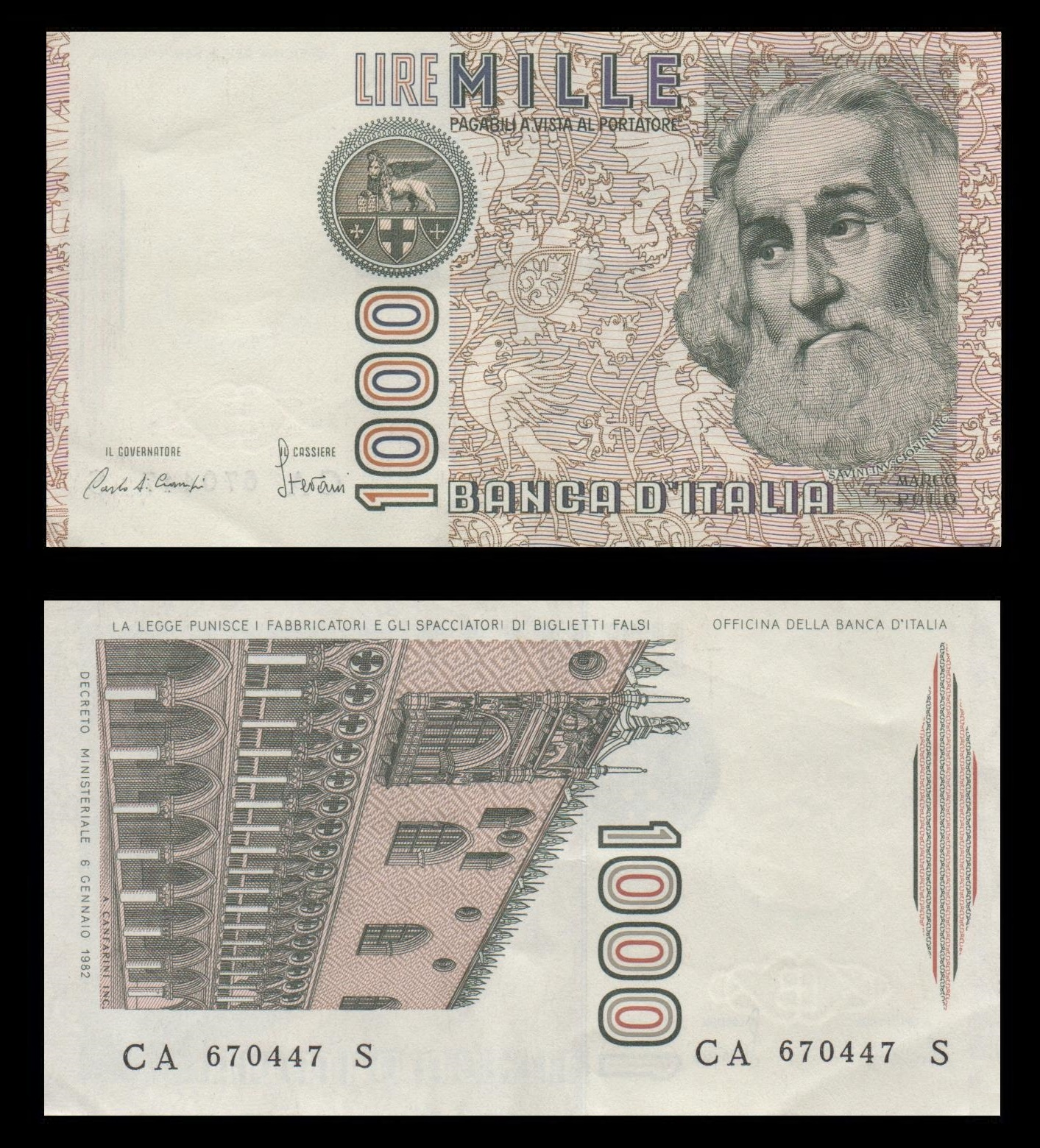
1000 ليرة - وجه وعكس - طبع عام 1982
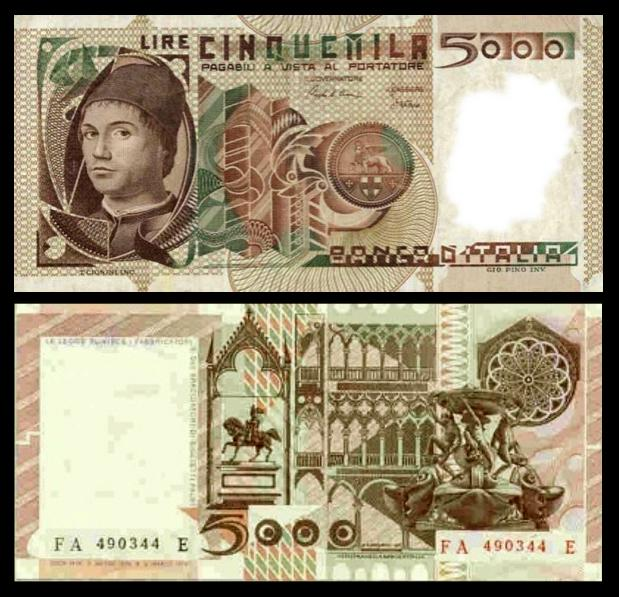
5000 ليرة - الوجه والعكس - طبع عام 1979
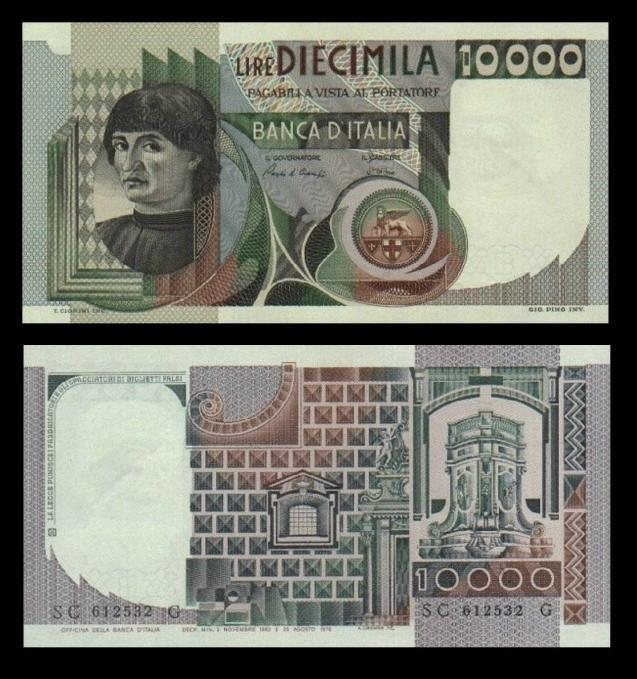
10000 ليرة - وجه وعكس - طبع عام 1976
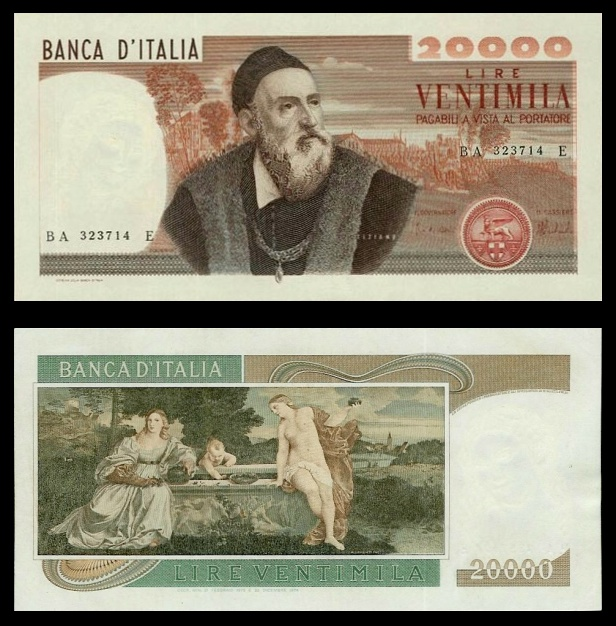
20000 ليرة - وجه وعكس - طبع عام 1975
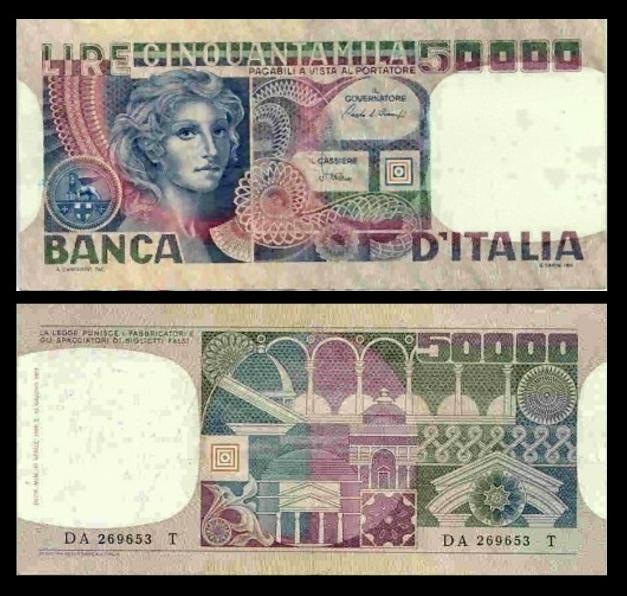
50000 ليرة - وجه وعكس - طبع عام 1977
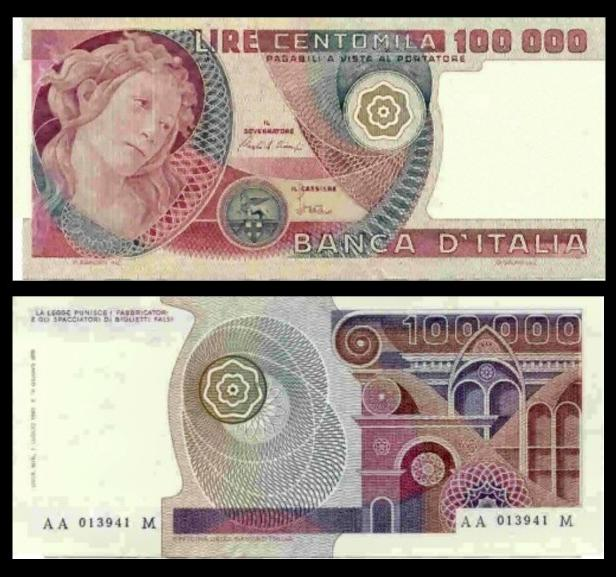
100000 ليرة - وجه وعكس - طبع عام 1978

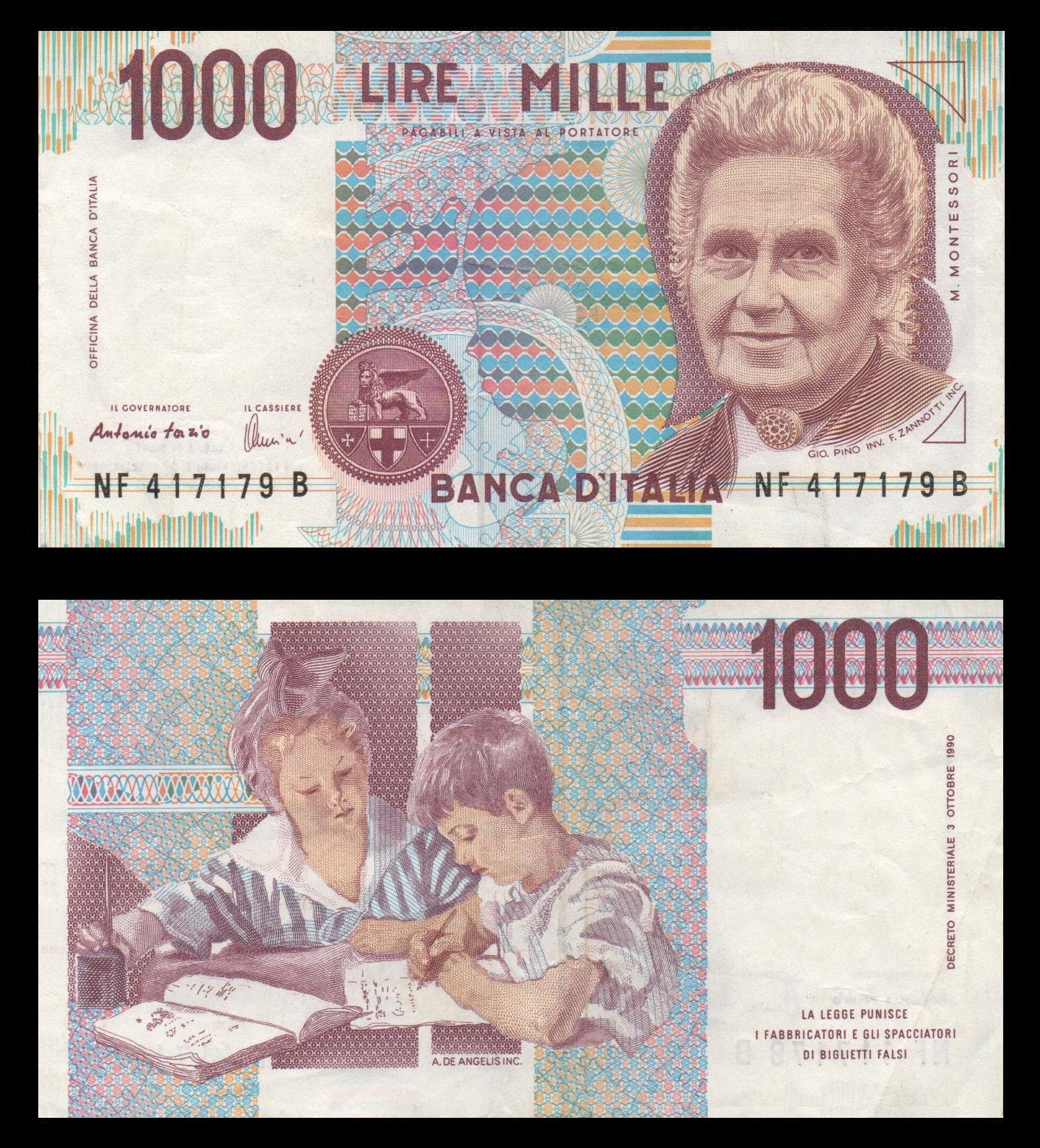
1000 ليرة - وجه وعكس - طبع عام 1990
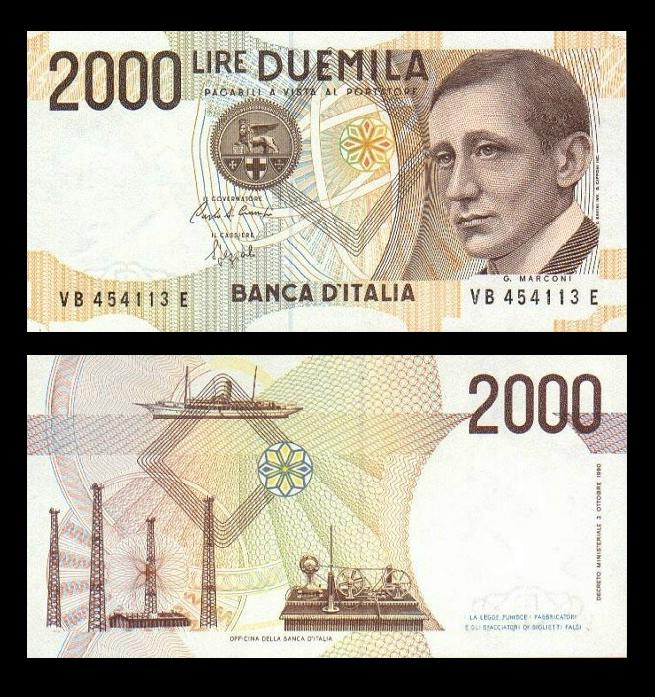
2000 ليرة - الوجه والعكس - طبع عام 1990
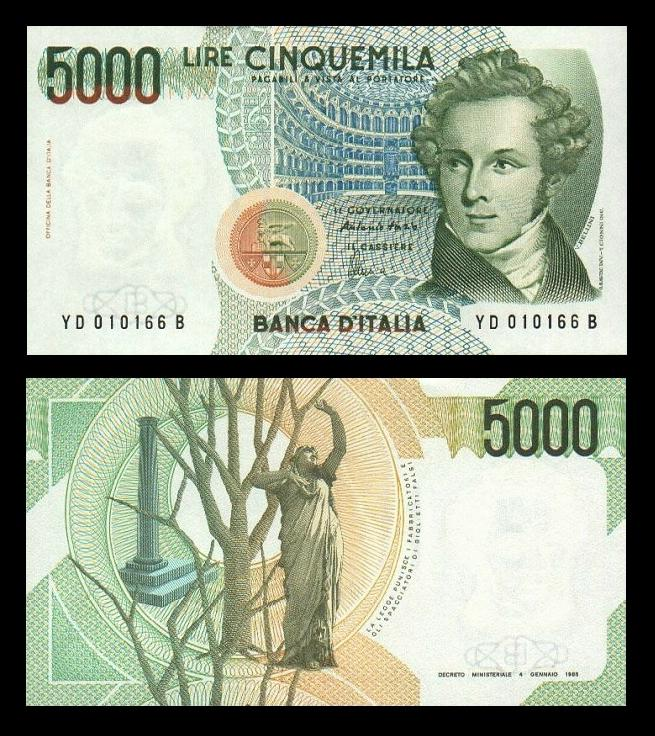
5000 ليرة - وجه وعكس - طبع عام 1985
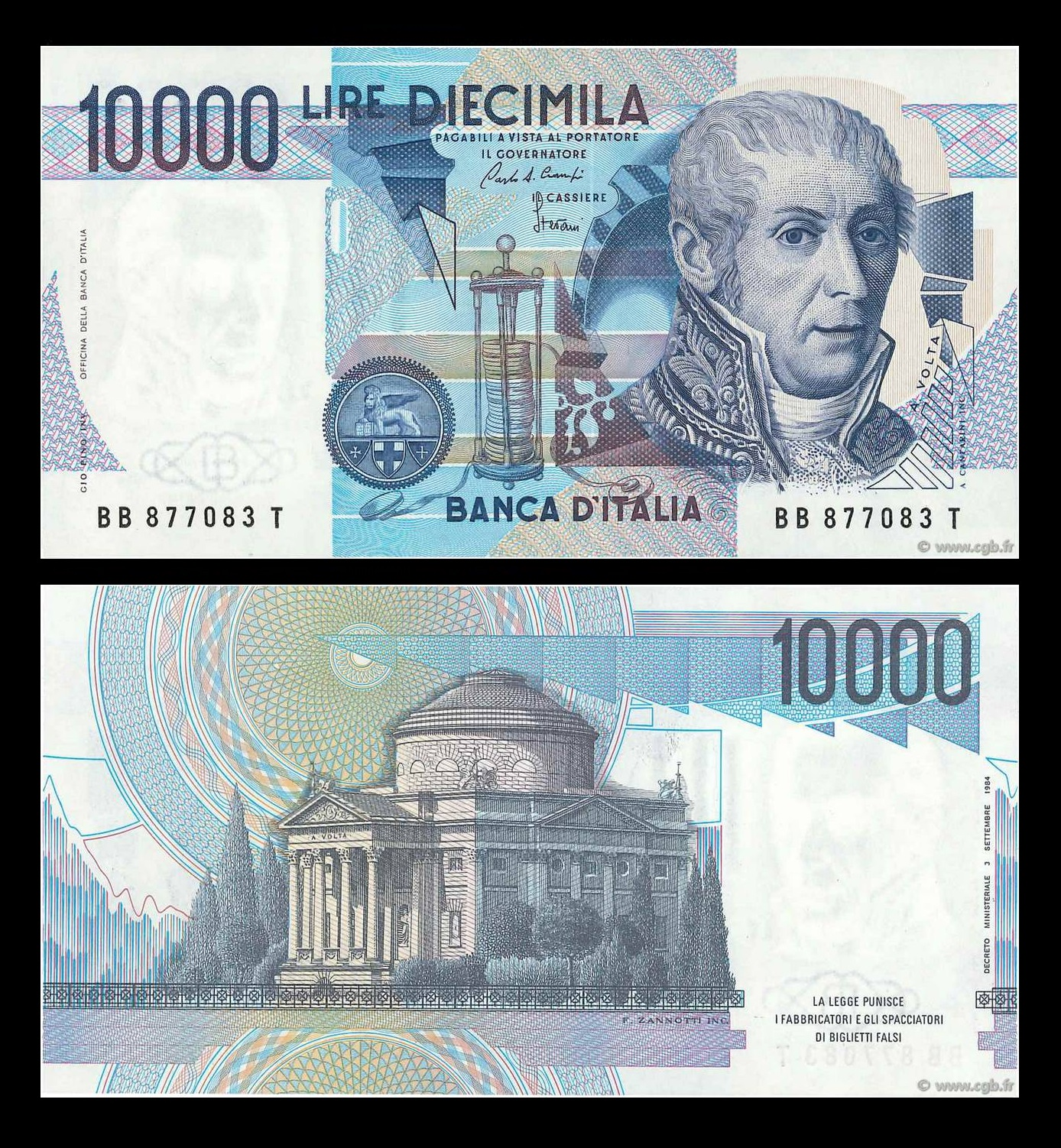
[en→ar]10,000 lire – obverse and reverse – printed in 1984
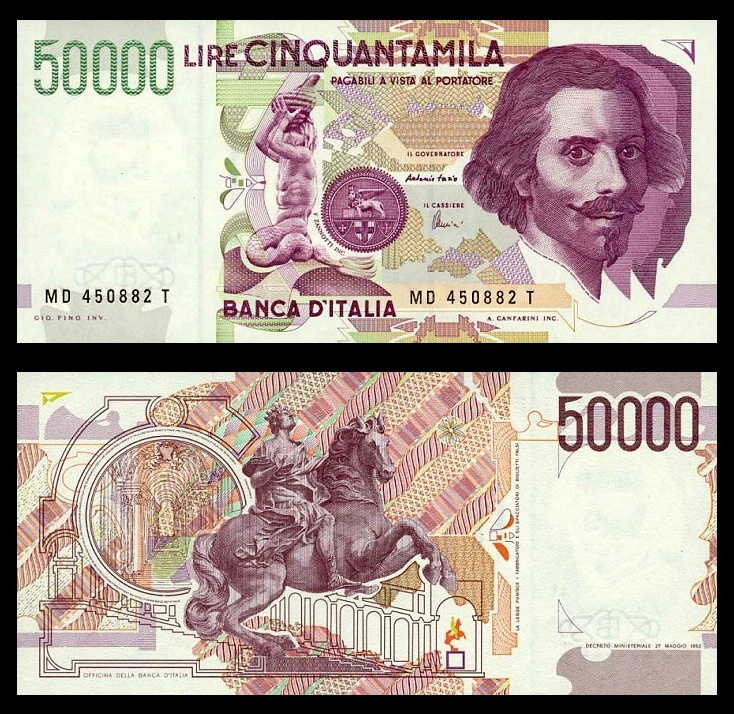
[en→ar]50,000 lire – obverse and reverse – 1992 (1984)
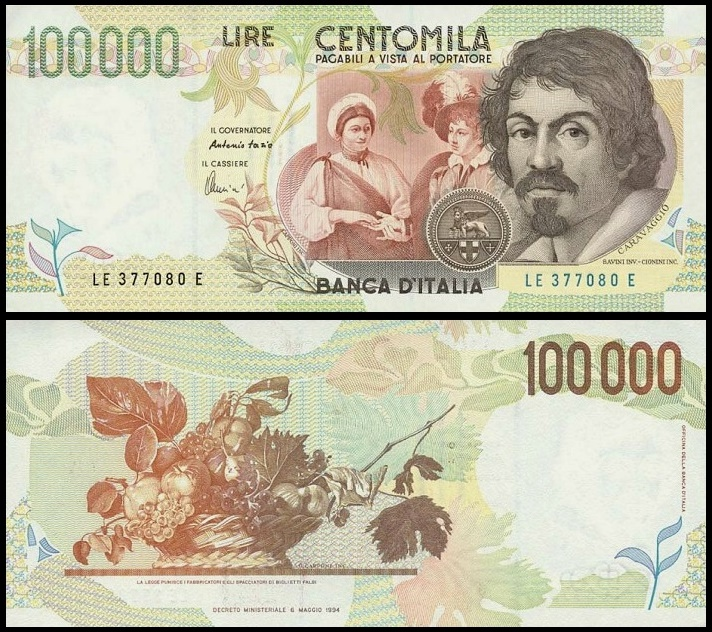
[en→ar]100,000 lire – obverse and reverse – 1994 (1983)
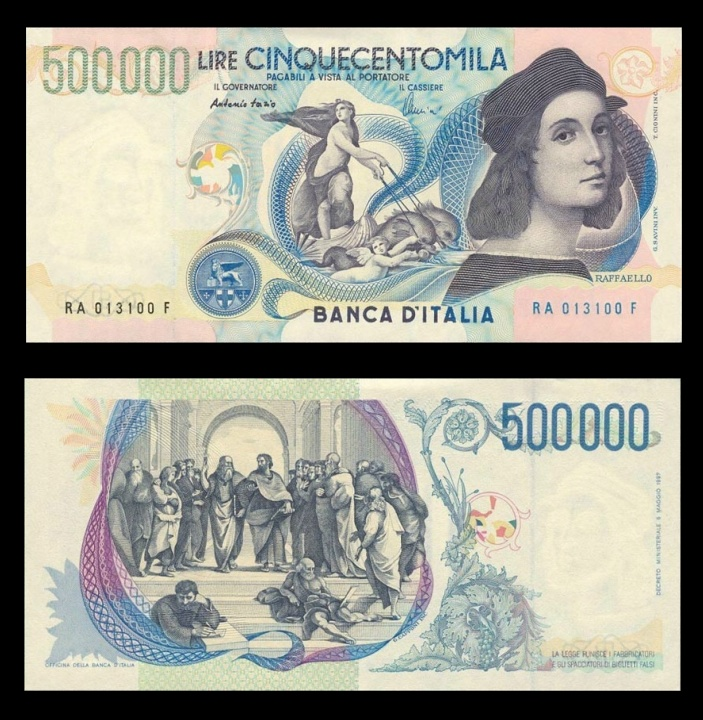
[en→ar]500,000 lire – obverse and reverse – printed in 1997

## عملات كانت مرتبطة سابقًا بالليرة الإيطالية

### مدينة الفاتيكان
كانت ليرة الفاتيكان (الجمع ليرة) الوحدة الرسمية لدولة مدينة الفاتيكان. كان على قدم المساواة مع الليرة الإيطالية بموجب شروط الاتفاق مع إيطاليا. كانت أوراق وعملات الليرة الإيطالية مناقصة قانونية في مدينة الفاتيكان، والعكس صحيح. تم سك عملات الفاتيكان المحددة في روما، وكانت مناقصة قانونية أيضًا في إيطاليا وسان مارينو.
تحولت مدينة الفاتيكان إلى اليورو إلى جانب إيطاليا وسان مارينو. كما هو الحال مع العملات المعدنية القديمة ليرة الفاتيكان، تمتلك مدينة الفاتيكان مجموعتها الخاصة من العملات المعدنية باليورو.

### سان مارينو
كانت ليرة سان مارينو (جمع ليرة) الوحدة الرسمية لسان مارينو. مثل ليرة الفاتيكان، كانت ليرة سان مارينو على قدم المساواة مع الليرة الإيطالية.
كانت أوراق وعملات الليرة الإيطالية مناقصة قانونية في سان مارينو (والعكس صحيح). تم سك عملات سان مارينو المحددة في روما، وكانت مناقصة قانونية في إيطاليا، وكذلك مدينة الفاتيكان.
تحولت سان مارينو إلى اليورو مع إيطاليا ومدينة الفاتيكان. كما هو الحال مع العملات المعدنية القديمة ليرة سان مارينو، تمتلك الدولة مجموعتها الخاصة من عملات اليورو المعدنية.

### مينياسجنو
ميناسيجنو (المفرد: miniassegno) كان نوعًا خاصًا من المال يسمى نوتجيلد تم تداوله في إيطاليا في أواخر السبعينيات بدلاً من التغيير، حيث كانت العملات المعدنية الصغيرة في تلك الفترة نادرة وغالبًا ما تم استبدالها بالحلوى والطوابع ورموز الهاتف وفي بعض المدن تذاكر النقل العام. ظهر أول ميناسيجنو في ديسمبر 1975، وتم إصداره لاحقًا من قبل العديد من البنوك؛ كانت قيمها الاسمية 50 و 100 و 150 و 200 و 250 و 300 و 350 ليرة.

## ترميم
في عام 2005، أطلقت رابطة الشمال حملة لإعادة تقديم الليرة كعملة موازية. في عام 2014، قاد بيبي غريللو، زعيم حركة الخمس نجوم، محاولة استفتاء لاستعادة الليرة في إيطاليا.